# Shawnee (hrabstwo Hamilton)
Shawnee – jednostka osadnicza w Stanach Zjednoczonych, w stanie Ohio, w hrabstwie Hamilton.